# Brachystelma nallamalayanum
Brachystelma nallamalayanum är en oleanderväxtart som beskrevs av K.Prasad och B.R.P.Rao. Brachystelma nallamalayanum ingår i släktet Brachystelma och familjen oleanderväxter. Inga underarter finns listade i Catalogue of Life.